# شوهي إيهارا
شوهي إيهارا (باليابانية: 粟飯原 尚平) (مواليد 26 مايو 1996) هو لاعب كرة قدم ياباني.

## وصلات خارجية
- شوهي إيهارا على موقع رابطة كرة القدم اليابانية للمحترفين (اليابانية)
- شوهي إيهارا على موقع قاعدة بيانات كرة القدم.إي يو (الإنجليزية)
- شوهي إيهارا على موقع Soccerway.com (الإنجليزية)
- شوهي إيهارا على موقع عالم كرة القدم.نت (الإنجليزية)